# 孔众
孔众（1963年—），孔子第七十八代孙，谱名维众，山東曲阜人。

## 家庭
- 父親：孔德墉（1927年1月27日—2022年12月25日）
- 母親：徐輝仙
  - 姐姐：孔維晶（1958年—）、孔維卉（1960年—）
  - 妻：艾珍妮，英國人，隨夫姓稱為「孔珍妮」[1]。
    - 長女：孔垂妍（1988年—）
    - 長子：孔垂旭（James Kong，1993年—）[2]

  - 妻：安雅（1977年—），2012年與孔眾結婚[3]。
    - 次子：孔垂燊（2013年—），別名。
    - 三子：出生於2016年，中文名不詳、別名。
- 繼母：金月玲